# Большой Куюк
Большой Куюк (тат. Зур Көек) — село в Высокогорском районе Татарстана. Входит в состав Айбашского сельского поселения.

## География
Находится на границе с Республикой Марий Эл, в 48 км к северо-западу от посёлка железнодорожной станции Высокая Гора.

## История
Известно с периода Казанского ханства. В XVIII — первой половине XIX века жители относились к сословию государственных крестьян. Их основные занятия в этот период — земледелие и скотоводство.
В «Списке населенных мест по сведениям 1859 года», изданном в 1866 году, населённый пункт упомянут как казённая деревня Большой Горелый Куюк 3-го стана Казанского уезда Казанской губернии. Располагалась при безымянном болоте, по правую сторону торгового Галицкого тракта, в 40 верстах от губернского города Казани и в 21 версте от становой квартиры в казённой деревне Верхние Верески. В деревне в 68 дворах жили 504 человека (277 мужчин и 227 женщин). Была мечеть.
В начале XX века в селе действовали мечеть (была построена в 1875—1877 гг.; памятник архитектуры), мектеб, кузница, 4 мелочные лавки. В этот период земельный надел сельской общины составлял 788,2 десятины. 
До 1920 года село входило в Студёно-Ключинскую волость Казанского уезда. С 1920 года в составе Арского кантона ТАССР. С 10 августа 1930 года в Дубъязском, с 1 февраля 1963 года в Зеленодольском, с 12 января 1965 года в Высокогорском районах.
В 1931 году в селе был организован колхоз (с 1995 г. сельскохозяйственный производственный кооператив им. Ленина).

## Население
| 1782 | 1859 | 1897 | 1908 | 1920 | 1926 | 1949 | 1958 | 1970 | 1989 | 2002 | 2010 | 2017 |
| ---- | ---- | ---- | ---- | ---- | ---- | ---- | ---- | ---- | ---- | ---- | ---- | ---- |
| 89   | 504  | 825  | 867  | 974  | 848  | 489  | 489  | 374  | 148  | 100  | 77   | 69   |

Национальный состав села — татары.

## Экономика
С 2011 года село в составе общества с ограниченной ответственностью «Татмелиорация – Агро». Жители занимаются полеводством, животноводством.

## Инфраструктура
В селе действует фельдшерско-акушерский пункт.